# Quemigny-Poisot
Quemigny-Poisot korábbi község (település) Franciaországban, Côte-d’Or megyében. 2019. január 1-jén Clémencey községgel egyesült és Valforêt új község része lett.
Lakosainak száma 192 fő (2018. január 1.). Quemigny-Poisot Urcy, Semezanges, Chambœuf, Clémencey és Gergueil községekkel határos.

## Népesség
A település népességének változása:
| Lakosok száma | 99   | 90   | 126  | 187  | 210  | 194  | 197  | 210  | 199  | 192  |
|               | 1968 | 1975 | 1982 | 1999 | 2006 | 2011 | 2013 | 2016 | 2017 | 2018 |